# Schoensmeer

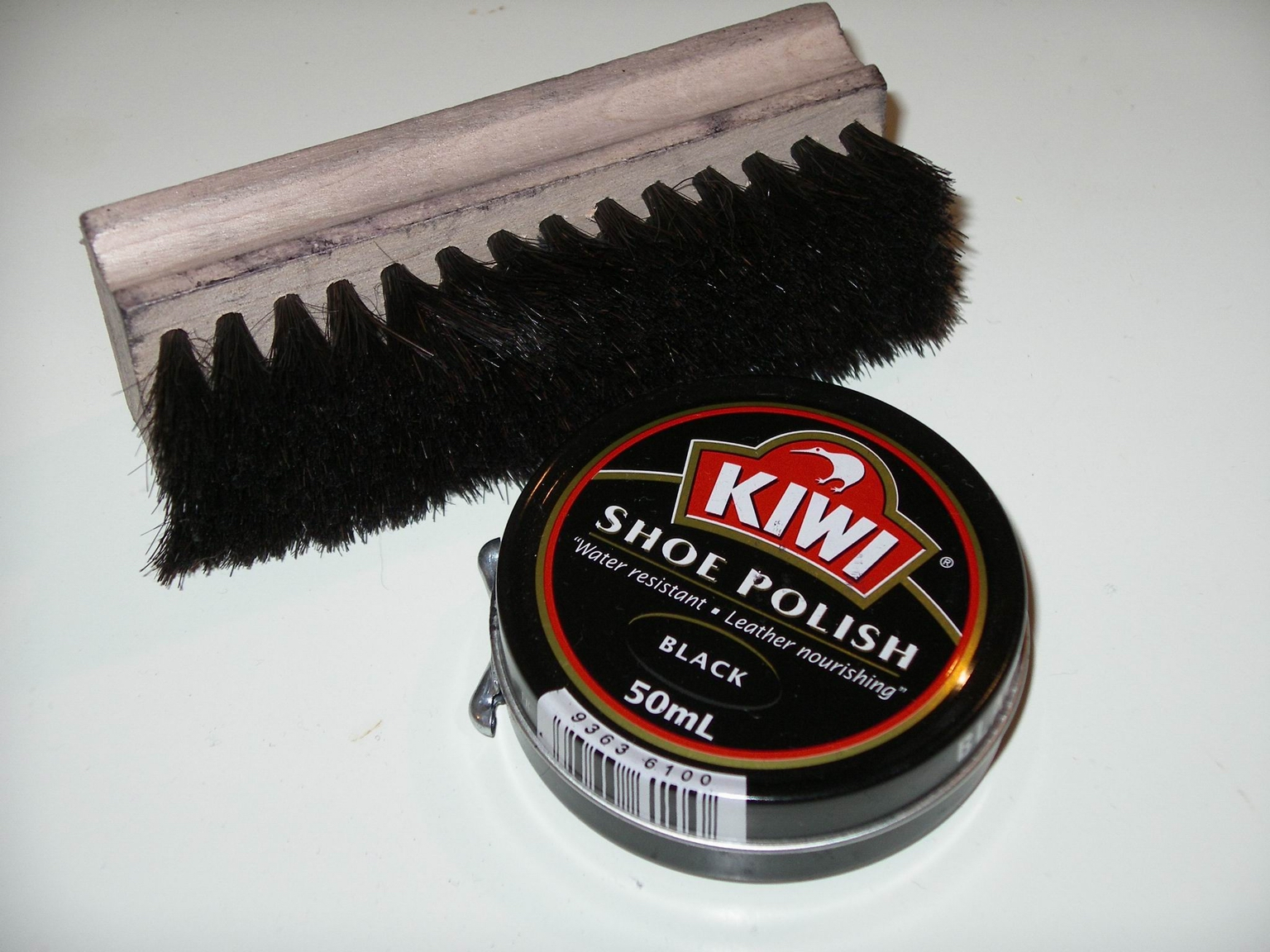
Doosje Kiwi-schoensmeer met uitwrijfborstel

Schoensmeer, schoenpoets of schoencrème is een soort was om schoenen van leer en andere lederen producten te onderhouden. Dit product wordt in een schoensmeerfabriek vervaardigd.

## Verzorging van lederwaren
Met schoensmeer kan leer worden verzorgd, met als resultaat dat het leer niet uitdroogt en de levensduur wordt verlengd. Hiertoe wordt een laagje was met een borsteltje aangebracht op het oppervlak van de schoen. De schoen moet hiertoe schoon en droog zijn. De ingevette schoen moet dan even rusten zodat de was iets droger wordt. Vervolgens kan met een grotere borstel of een doek de was worden uitgewreven. Door het wrijven ontstaat warmte. De oplosmiddelen verdwijnen en de was wordt zeer vloeibaar en trekt in de poriën van het leer, het oppervlak van de was wordt zeer glad waardoor de schoen gaat glanzen.

## Soorten

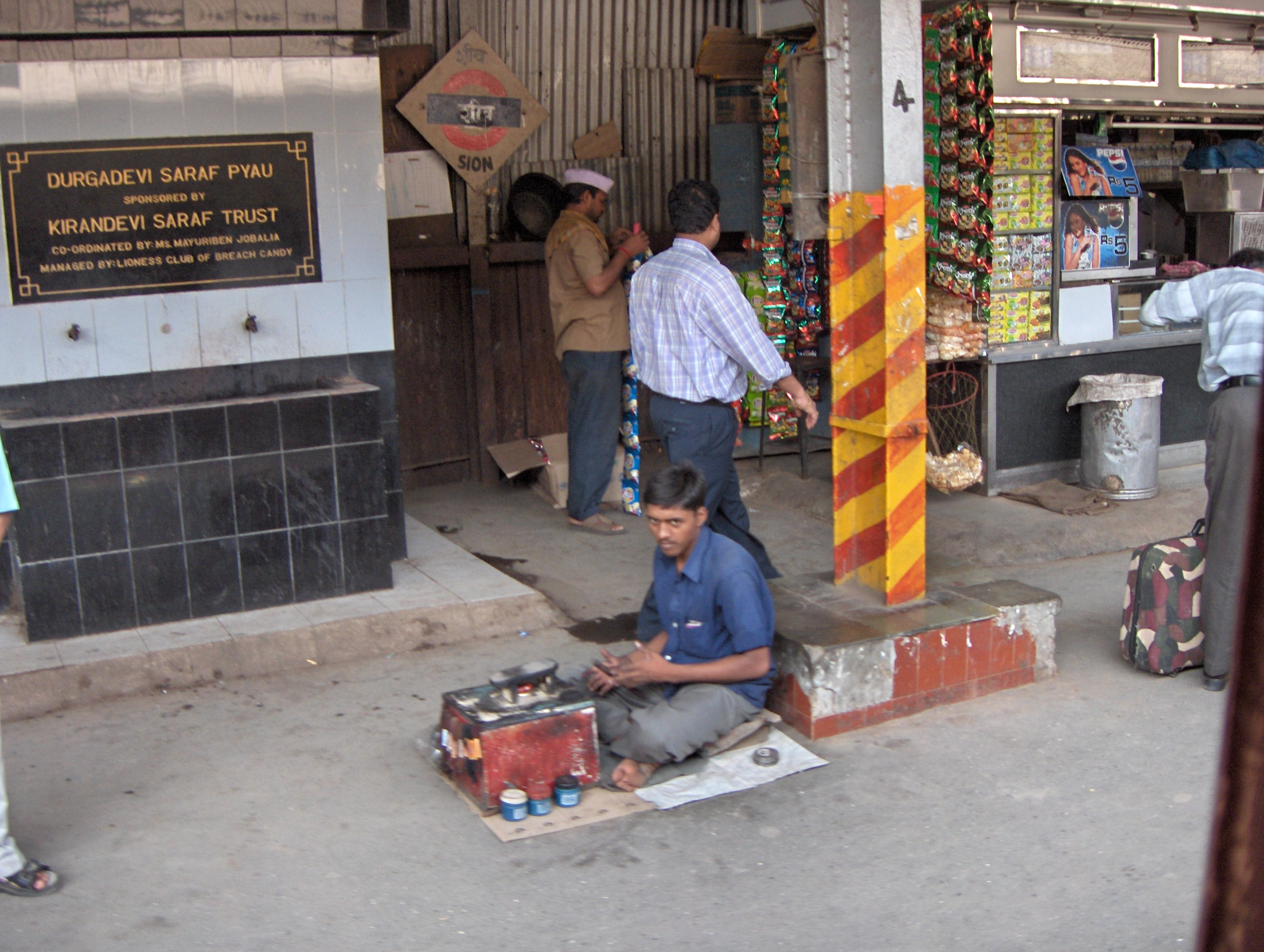
Schoenpoetser met diverse kleuren schoensmeer

Schoensmeer bestaat in een aantal vormen. Er is de klassieke lederwas. Deze is relatief hard en wordt met een borstel aangebracht. Andere vormen zijn crème en vloeibare schoencrème. Met al deze producten kan een laagje was aangebracht worden op het leer van de schoen.
Er bestaat ook zogenaamd "zelfglanzend" schoensmeer. Dit product laat een laagje boven op het leer achter. Het is gemakkelijk in gebruik maar minder verzorgend voor het leer dan de klassieke variant.
Schoensmeer is in veel verschillende kleuren te koop. Zwart, bruin en naturel komt het meest voor, maar als bijvoorbeeld donkerrode schoenen in de mode zijn dan is bijpassende schoensmeer voorradig. Als de mode weer voorbij is moet men zich wenden tot een speciaalzaak, zoals een schoenmaker, om een uitzonderlijke kleur aan te kunnen schaffen.

## Waarschuwingen
Schoensmeer is brandbaar en licht ontvlambaar. Het mag niet in de buurt van open vuur worden gehouden. Het is giftig en mag niet worden geconsumeerd. Schoensmeer moet buiten het bereik van kinderen worden bewaard. Schoensmeer wordt na verloop van tijd hard in de verpakking door uitdroging, dan is het niet meer goed te gebruiken. Restanten schoensmeer horen niet bij het huisvuil. Het is chemisch afval en moet als zodanig afgevoerd worden.